# Knock Me Down
Knock Me Down – jest piosenką zespołu Red Hot Chili Peppers, pochodzącą z ich wydanego w 1989 roku albumu, Mother’s Milk. Jest ona szóstym utworem na płycie, a także została wydana jako singel. „Knock Me Down” jest poświęcone pamięci Hillela Slovaka.

## Lista utworów
CD single (1989)
1. „Knock Me Down” – 3:44
2. „Millionaires Against Hunger” (Previously Unreleased) – 3:28
3. „Fire” – 2:03

CD version 2 (1989)
1. „Knock Me Down” – 3:44
2. „Punk Rock Classic” – 1:47
3. „Magic Johnson” – 2:57
4. „Special Secret Song Inside” – 3:16

7” single (1989)
1. „Knock Me Down” – 3:44
2. „Punk Rock Classic” – 1:47
3. „Pretty Little Ditty” – 1:37

7” version 2 (1989)
1. „Knock Me Down” – 3:44
2. „Punk Rock Classic” – 1:47
3. „Pretty Little Ditty” – 1:37

7” version 3 (1989)
1. „Knock Me Down” – 3:44
2. „Show Me Your Soul” (Previously Unreleased) – 4:22

7” version 4 (1989)
1. „Knock Me Down” – 3:44
2. „Punk Rock Classic” – 1:47
3. „Magic Johnson” – 2:57
4. „Special Secret Song Inside” – 3:16

12” single (1989)
1. „Knock Me Down” – 3:44
2. „Millionaires Against Hunger” (Previously Unreleased) – 3:28
3. „Fire” – 2:03
4. „Punk Rock Classic” – 1:47